# Jodidovaná sůl
Jodidovaná sůl je označení pro kuchyňskou sůl – chlorid sodný, která byla uměle obohacena sloučeninami jodu. Nejčastěji se používají sloučeniny pětimocného jódu – jodičnany, zejména pak jodičnan sodný (NaIO3) nebo jodičnan draselný (KIO3). Dávka přidaných látek bývá obvykle velmi malá, uvádí se maximálně 0,005 %. V obchodě se dnes už lze jen těžko setkat se solí, která by nebyla obohacena sloučeninami jódu, ačkoli se prý vyskytují v rámci úsporných opatření snahy některých provozovatelů veřejných stravovacích zařízení takto ušetřit.[zdroj?] Jod je potřebný pro správnou funkci štítné žlázy.